# Lyta Alexander
Lyta Alexander a Babylon 5 nevű science-fiction sorozat egyik szereplője, megformálója Patrica Tallman.
Lyta Alexandert már a bevezető filmben is láthattuk, a Babylon 5 hivatalos telepatájaként, akit a Pszi Hadtest küldött ki, hogy érdekeiket képviselje a fontos diplomáciai állomáson. Azonban az első évadban nem találkozhatunk vele, helyét Andrea Thompson vette át, aki Talia Winterst, a Lyta felelősségeit átvevő telepatát alakította. Lyta belenézett a titokzatos Vorlon Birodalom nagykövetének, Kosh Naranek agyába, és a forgatókönyv szerint ezért hívták vissza, rejtélyes módon, a Földre. A második és harmadik évadban epizódszereplő, de a negyedik évadtól ismét fontossá vált.

## A szereplő

### Kezdeti idők
Lyta Alexander 2225. december 10-én született. A telepatikus képesség már ük-üknagyanyját is 'átjárta', majd a vonal egészen nagyanyjáig, Natasha Alexanderig vezetett, aki már tagja volt a Psi Hadtestnek. A Dark Genesis: The birth of the Psi Corps című könyvben ezt részletesen levezetik. A könyv szerint a női telepatáknál az volt a hagyomány, hogy a gyerekek az anyjuk nevét örököljék, ezért volt ez a női telepaták korszaka. Talia és Lyta is anyjáról kapta a vezetéknevét.
Lyta Alexandert a Psi Hadtest képezte ki. P5-ös telepata volt, vagyis általános erősségű. Alfred Bester küldte el a Babylon 5 állomásra. 2257. január 7-én érkezett, ő volt az első kihelyezett telepata a B5-ön. Nem sokkal érkezése után a Vorlon Birodalom nagykövete ellen merényletet követtek el. Lytát kérték arra, hogy segítsen. Kosh szkafanderén nem tudott áthatolni, csak a tudatába. Ott pedig azt látta, hogy Sinclair parancsnok támadja meg a nagykövetet. Később kiderült, hogy valaki használta az átváltoztatót, és ezért látta Lyta a parancsnokot.

### 2259
Lyta a Babylon 5-re menekült a Marsról, miután felfedezték a Psi Hadtest Alvó Programját, melyben egy mesterséges személyiséget ültettek be, egy normális mellé. Az implantátum veszélyes, és a szervezet, melynek Lyta tagja, arra gyanakszik, hogy a Babylon 5-ön van, és az illető valószínűleg a parancsnokság tagja. John Sheridan kapitány nem hisz neki, de miután Lytát megtámadjak, komolyabban veszi az ügyet. Lyta elküld egy jelszót, mellyel kiderítheti, ki az, akit manipuláltak. Az egész parancsnokságnak elküldi, de mindenki tiszta. Ezután Talia Winters lép a helységbe, Lyta elküldi a jelszót, és azonnal reagál, ő a keresett személy. Talia megpróbálja lelőni Lytát, de Mr Garibaldi lefogja. Ezután Lyta úgy dönt, legjobb, ha elmegy, de először még benéz Kosh nagykövethez, és elbúcsúzik tőle.

### 2260
Lyta egy földi hajóval elutazik a Vorlon légtérig, mert úgy érzi, szólítják a vorlonok. Napokon át várakozik, kísérője elhagyja, elájul, majd végül mégis beengedik a bolygóra. Később Kosh nagykövet oldalán visszatér a Babylon 5-re. Mindenki meglepődik, hiszen ő az első ember, akit beengednek a légterükbe. Lyta a Babylon 5-ön marad, hogy segítsen Kosh nagykövetnek, és neki dolgozzon.